# 제주 성읍리 느티나무 및 팽나무 군
제주 성읍리 느티나무 및 팽나무 군(濟州 城邑里 느티나무 및 팽나무 群)은 대한민국 제주특별자치도 서귀포시 표선면, 성읍 민속마을에 있는 숲이다. 1964년 1월 31일 대한민국의 천연기념물 제161호로 지정되었다.

## 개요
느티나무는 우리나라를 비롯하여 일본, 대만, 중국 등의 따뜻한 지방에 분포하고 있다. 가지가 사방으로 퍼져 자라서 둥근 형태로 보이며, 꽃은 5월에 피고 열매는 원반모양으로 10월에 익는다. 줄기가 굵고 수명이 길어서 쉼터역할을 하는 정자나무로 이용되거나 마을을 보호하고 지켜주는 당산나무로 보호를 받아왔다. 팽나무는 우리나라, 일본, 중국에 분포한다. 나무가 매우 크게 자라며 옛날부터 풍수지리설에 따라 마을의 기운이 약한 곳을 보태주는 비보림이나 바람을 막아주는 방풍림을 만드는데 많이 심어졌다.
제주도 남동 해안 근처의 성읍리는 마을 전체가 중요민속자료 제188호로 지정된 곳으로 이 마을의 일관헌(日觀軒) 주변에는 느티나무 1그루와 팽나무 7그루가 함께 자라고 있다. 느티나무의 나이는 1,000년 정도로 추정되며, 높이는 20.5m, 둘레는 4.30m이다. 팽나무 7그루는 높이 14.5∼23.5m, 둘레는 2.36∼5.00m이다. 주변에는 생달나무 5그루와 아왜나무, 후박나무, 동백나무가 천연숲을 이루고 있다. 이 숲은 마을을 둘러싸고 바람을 막아주는 역할을 하고 있어, 마을 주민들은 이 숲을 신성시하고 있다. 기록에 따르면 고려 충렬왕(재위 1274∼1308) 때에도 이곳에 나무가 자랐다고 하는데, 지금 전해지는 것은 그 가운데 일부가 살아 남은 것으로 보인다.
성읍리 느티나무 및 팽나무는 오래된 큰 나무로서 생물학적 자료로서의 보존 가치가 클 뿐만 아니라, 우리 선조들의 정신생활을 엿볼 수 있는 문화사적 자료로서의 가치도 크므로 천연기념물로 지정하여 보호하고 있다.

## 현지 안내문
느티나무와 팽나무는 느릅나무과에 속하며 낙엽이 지는 큰 키나무이다. 느티나무는 제주어로 '굴루기낭'이라고 하며 목재가 단단하고 아름다워서 예로부터 건축재·가구재로 많이 쓰였고, 팽나무는 제주어로 '폭낭'이라고 한다. 현재 느티나무는 키가 30m, 가슴높이의 둘레 5m에 이르러 나무의 나이를 약 1,000년 정도로 보고 있으며, 팽나무는 키가 24~32m, 가슴높이의 줄기둘레 2.4~4.5m에 이르고 있어 나무의 나이를 약 600년 정도로 보고 있다.

## 같이 보기
- 성읍 민속마을 - 중요민속문화재 제188호

## 참고 자료
- 제주 성읍리 느티나무 및 팽나무 군 - 국가유산청 국가유산포털